# Tudor Radu Popescu
Tudor Radu Popescu (n. 22 mai 1913, Brăila, România – d. 2 septembrie 2004, București, România) a fost un jurist român, membru de onoare al Academiei Române din 1993.